# オタシリオ・ゴンサウヴェス・ダ・シルバ・ジュニオール
オタシリオ (Otacilio) こと、オタシリオ・ゴンサウヴェス・ダ・シルバ・ジュニオール（Otacilio Gonçalves da Silva Júnior、1940年6月16日 - ）は、ブラジル・リオグランデ・ド・スル州サンタマリア出身のサッカー指導者。

## 来歴
1996年からJリーグ・横浜フリューゲルスの監督を務め、優勝争いができるチームに育て上げたことで日本でも馴染み深い。

## 指導歴
- SCインテルナシオナル 1984-1985
- アトレチコ・パラナエンセ 1985-1986
- グレミオFBPA 1988
- ECピニェイロス (パラナ州) 1988-1990
- アソシアソン・ポルトゥゲーザ・ジ・デスポルトス 1991
- パラナ・クルーベ 1991-1992
- SEパルメイラス 1993
- アトレチコ・ミネイロ 1993-1994
- パラナ・クルーベ 1995-1996
- 横浜フリューゲルス 1996-1997
- SCインテルナシオナル 1998
- パラナ・クルーベ 1998-1999
- SEガマ 1999
- サンタクルスFC 1999-2002
- パラナ・クルーベ 2002-2003

## タイトル
インテルナシオナル
- リオグランデドスル州選手権：1984

グレミオ
- リオグランデドスル州選手権：1988

アトレチコ-PR
- パラナ州選手権：1985

ピニェイロス
- パラナ州選手権：1987

パラナ
- パラナ州選手権：1991, 1995